# فرانسیس دونداس
فرانسیس دونداس (انگلیسی: Francis Dundas;  ۱۷۵۹ – ژانویه ۱۸۲۴) فرد نظامی اهل پادشاهی متحد بریتانیای کبیر و ایرلند بود.